# Calaum Jahraldo-Martin
Calaum Jahraldo-Martin (Hemel Hempstead, 27 aprile 1993) è un ex calciatore inglese naturalizzato antiguo-barbudano, di ruolo attaccante.

## Carriera

### Club
Ha trascorso la maggior parte della carriera nelle serie minori inglesi: oltre ad una presenza in seconda divisione con l'Hull City, a 4 presenze in terza divisione con l'Oldham Athletic e a complessive 21 presenze con una rete in quarta divisione (con Tranmere, Leyton Orient e Newport County), ha giocato principalmente in sesta divisione. Ha inoltre per un periodo giocato anche in Scozia, disputando 2 partite in seconda divisione con la maglia dell'Alloa Athletic.

### Nazionale
Tra il 2014 ed il 2018 ha totalizzato complessivamente 23 presenze e 5 reti con la nazionale antiguo-barbudana.

## Palmarès

### Club

#### Competizioni regionali
- Isthmian League Division One South: 1

Dulwich Hamlet: 2012-2013